# Acidente ferroviário de Baião
O Desastre Ferroviário de Baião foi uma colisão entre um comboio e um automóvel numa passagem de nível da Linha do Douro, na freguesia de Santa Leocádia, no concelho da Baião, em Portugal. Este acidente ocorreu no dia 1 de setembro de 2009, e provocou seis mortos e um ferido.

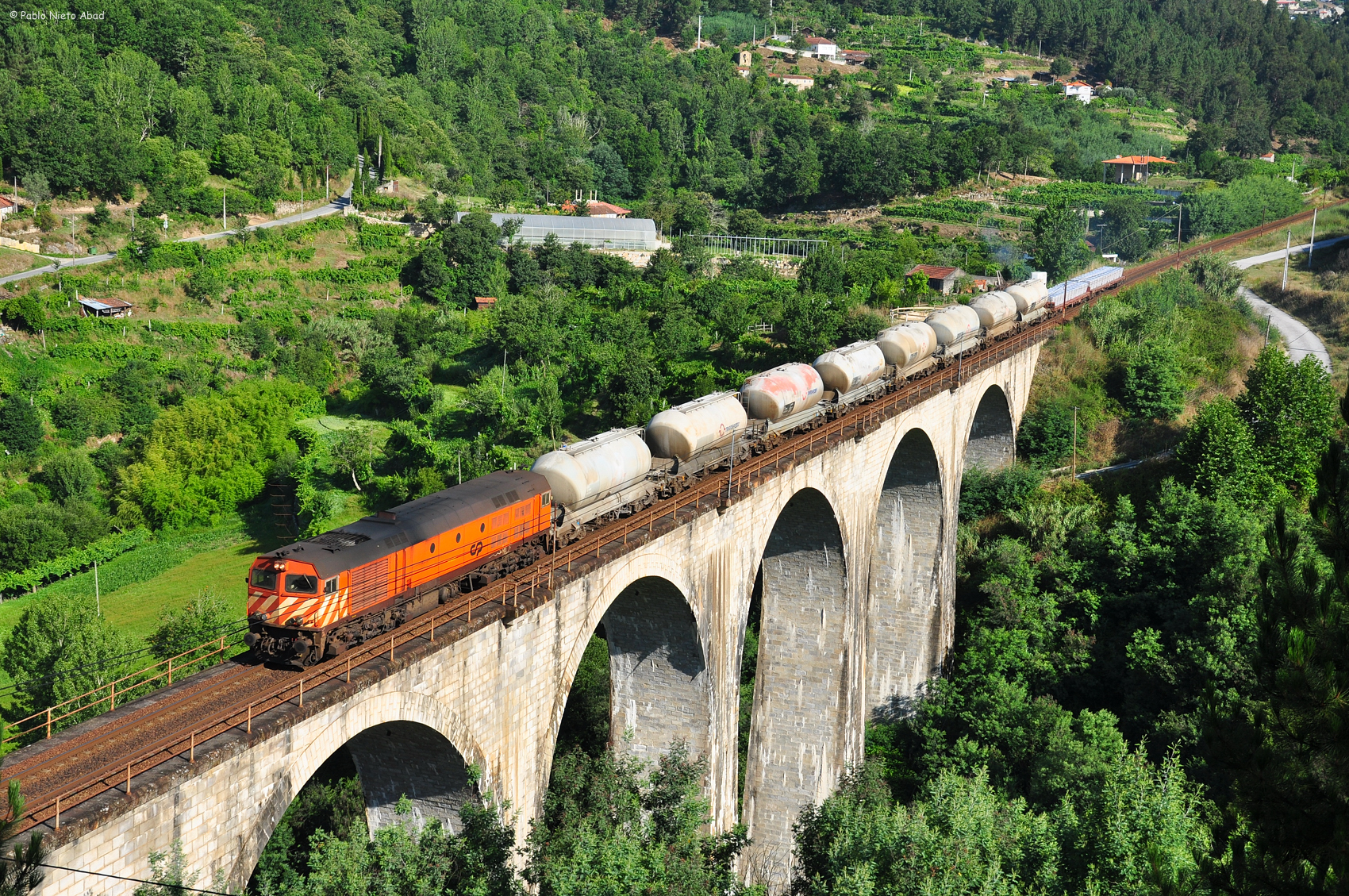
Ponte de Quebradas, em 2014.

## Antecedentes
Os passageiros do automóvel tinham como destino um ponto de encontro, onde se iria iniciar uma viagem de autocarro até Fátima, oferecida pela Câmara Municipal de Baião. No interior da viatura, ia o condutor, Sérgio Pereira, de 55 anos, dono de um restaurante, e seis passageiros: Manuel Guedes, presidente da Junta de Freguesia, com 52 anos, Filomena Pereira, de 63 anos, Manuel Lucas, de 67 anos, a sua esposa, Maria José Lucas, de 63 anos, e os dois netos do casal, Pedro Monteiro, de 15 anos, e Marco Pares, de 16 anos. Desta forma, o automóvel ia sobrecarregado, porque transportava sete ocupantes num espaço planeado para apenas cinco. Por volta das 05h50m, o automóvel chegou à Passagem de Nível da Ponte Quebrada, que não tinha guarda, e atravessou-a sem tomar as devidas medidas de segurança, devido à pressa em chegar ao destino. Ao mesmo tempo, estava a chegar à passagem de nível um comboio Regional que fazia a ligação entre a Régua e o Porto.

## Acidente e socorros
O veículo foi abalroado e arrastado por um comboio ao longo de 50 m, até ao final da ponte ferroviária junto à passagem de nível. Tiveram morte imediata o condutor do automóvel, Sérgio Pereira, e os passageiros Manuel Guedes, Filomena Pereira, e Manuel Lucas. Os outros três passageiros ficaram gravemente feridos, tendo Maria José Lucas sido transportada para o Hospital Padre Américo, em Penafiel, com um traumatismo torácico e prognóstico muito reservado, enquanto que os seus dois netos, Pedro Monteiro e Marco Pares, foram internados no Hospital de São João, no Porto, o primeiro com um traumatismo craniano e uma situação clínica estável, enquanto que o segundo ficou politraumatizado, tendo dado entrada nos cuidados intensivos sob prognóstico muito reservado. Para o local foram destacados 25 operacionais e sete viaturas dos Bombeiros de Baião e outras duas equipas do Instituto Nacional de Emergência Médica. A ambulância que transportou Maria José Lucas para o hospital, dos bombeiros de Baião, sofreu um acidente pelo caminho, tendo sido abalroada à saída da A4 em Paredes. Os dois bombeiros ficaram ligeiramente feridos, mas a vítima não sofreu com este acidente.
No dia seguinte, a vítima internada em Penafiel não resistiu aos ferimentos e acabou por falecer aumentando desta forma para cinco o número de vítimas mortais. Nessa altura, a situação de Marco Pares já tinha melhorado ligeiramente, embora ainda estivesse a correr risco de vida, enquanto que Pedro Monteiro continuou internado no Serviço de Pediatria do Hospital, com o seu estado clínico a registar uma evolução positiva. Às 22 horas do dia 16 de Setembro, a vítima de 16 anos faleceu de morte cerebral no Hospital de São João, enquanto que o seu primo, de 15 anos, já tinha tido alta. Desta forma, o balanço total do acidente saldou-se em 6 mortos e 1 ferido.
A circulação ferroviária naquele lanço da Linha do Douro foi normalizada cerca das 10h40m, tendo a operadora Comboios de Portugal organizado entretanto o transbordo para os passageiros.

## Investigação e processo em tribunal
A Secretária de Estados dos Transportes, Ana Paula Vitorino, afirmou, durante a apresentação de um novo tipo de passe na Estação São Sebastião do Metropolitano de Lisboa, que já tinha pedido à Governadora Civil do Porto para dar todo o apoio possível aos feridos e às famílias das vítimas, e que já tinha ordenado a abertura um inquérito sobre este acidente. Já há muito tempo que se sabia que aquela passagem de nível era perigosa, estando já planeada a sua eliminação pela empresa Rede Ferroviária Nacional, responsável pela gestão das infraestruturas ferroviárias. Com efeito, em Julho de 2008 a Câmara Municipal de Baião e a Rede Ferroviária Nacional tinham assinado um protocolo para o encerramento de quatro passagens de nível consideradas perigosas no concelho, das quais duas já tinham sido suprimidas, faltando apenas a de Ponte Quebrada e outra. Nessa altura, já tinha sido concluído o projecto de execução para o encerramento daquela passagem de nível, tendo a Rede Ferroviária Nacional previsto que as obras iriam ter início no primeiro trimestre de 2010.
O presidente da Câmara de Baião, José Luís Carneiro, declarou que a autarquia já estava a providenciar apoio psicológico aos familiares das vítimas, e propôs-se a iniciar a negociação com os proprietários dos terrenos vizinhos, de forma a deslocar um muro que estava a retirar visibilidade à passagem de nível, enquanto não fosse encerrada.
Os familiares das vítimas mortais abriram um processo em tribunal contra a Rede Ferroviária Nacional, devido às condições de segurança na passagem de nível, e a companhia de seguros do automóvel envolvido no acidente, por entenderem que deveria assumir a negligência do condutor, tendo pedido uma indemnização de 816 mil Euros. O caso começou a ser discutido no Tribunal de Penafiel em 10 de Setembro de 2015, onde foi ouvido o maquinista do comboio, José Felgueiras, que declarou que ao ver o automóvel, a cerca de 30 a 40 m distância, tinha feito avisos sonoros e accionado os travões.
Em 26 de Setembro, o Jornal de Notícias relatou que o Tribunal de Penafiel tinha dado razão aos familiares, embora esta decisão ainda fosse passível de recurso, pelo que o processo poderia ainda durar vários anos.